# الفوهات النيزكية بالجزائر
الفوهات النيزكية بالجزائر مثل  فوهة بارينجر في أمريكا عبارة عن تشكيلات جيولوجية ناتجة عن ارطام نيازك بالأرض خلال مختلف العصور الجيولوجية.حيث تترك آثارا بارزة على سطح
الأرض وقد تشوه أو تطمس هذه الأخيرة بفعل العوامل الطبيعية و/أو البشرية.

## فوهات الجزائر
و قد تم إحصاء أربعة فوهات ضخمة في الجزائر، هي:
1. فوهة مادنة، إلى الجنوب الشرقي من حاسي الدلاعة ولاية الأغواط (الإحداثيات 4′2°N°33′19 - E)قطرها 1750 م وعمقها 55 م وعمره أقل من 03 مليون سنة.
2. فوهة أوركزيز ، إلى الشمال من مدينة تندوف (الإحداثيات 29°0′N 7°33′W) قطرها 3500 م وعمره اقل من 70 مليون سنة.
3. فوهة تين بيدار، إلى الشرق من مدينة عين صالح (الإحداثيات 27°36′N 5°7′E) قطرها 6000 م وعمره أقل من 70 ملون سنة.
4. فوهة آمقيد يقع إلى الشمال الشرقي من مدينة تمنراست (الإحداثيات 26°5′N 4°24′E) وقطرها 550 م وعمقها 65 م وعمره أقل من 100 الف سنة.

## إكتشافات حديثة
كما تم مؤخرا (2010) اكتشاف فوهة نيزكية صغيرة قطرها 25 متر بمنطقة أوجليدة القريبة من بلدة شتوان (05 كلم شمال مدينة تلمسان) من طرف الباحث الهاوي عمر سيدي محمد الذي إتصل بمختصين بعلوم الأرض من جامعتي الجزائر وتلمسان اللذان أكدا الطبيعة النيزكية للفوهة ،،.
و لاننسى العدد الكبير من النيازك الذي أكتشفت بالجزائر خاصة المناطق الصحراوية. وأشهرها نيزك تمنطيط بولاية أدرار والتي تكون قد سقطت بين نهاية
القرن الرابع عشر وبداية القرن الخمس عشر الميلاديين على بعد 12 كلم من قصر تمنطيط، لونه أسود ويبلغ وزنه حوالي نصف طن. ثم تم نقلها
إلى القصر حيث بقيت هناك في إحدى الساحات. وكانت نساء المنطقة اللآئي ليس لهن أولاد تجلسن علها لإعتقادنهن بقدرة هته الصخرة السوداء 
(التي تشبه الحجر الأسود بالكعبة المشرفة) أن تشفيهن من العقم. ولقد تم نقلها من طرف الفرنسيين سنة 1927 إلى متحف التاريخ الطبيعي بباريس
و تأتي اغلب النيازك من حزام الكويكبات الموجود بين كوكبي المشتري والمريخ، وقد تشكل خطرا على الحياة على الأرض. وهي التي تسببت في انقراض الديناصورات.